# 亞特蘭提卡山脈
8°39′43″N 12°38′33″E / 8.661809°N 12.642517°E
亞特蘭提卡山脈是非洲的山脈，位於該國西北部尼日利亞和喀麥隆接壤的邊境，處於阿達馬瓦高原以北，最高點海拔高度1,885米。